# Springdale (Utah)
Springdale es un pueblo localizado en el condado de Washington, Utah, Estados Unidos. El censo de 2000 arrojó una población total de 457 habitantes. Se encuentra al lado del Parque nacional Zion. Su economía está orientada a la industria turística. En un principio el asentamiento fue una granja comunal mormona.

## Geografía
Springdale se encuentra en las coordenadas 37°11′4″N 112°59′59″O / 37.18444, -112.99972. Se encuentra a una altitud aproximada de 1200 metros.
Según la oficina americana de censos, el pueblo tiene un área total de 12 km², cubiertos íntegramente por tierra. El porcentaje de aguas superficiales se mantiene a cero. 
- Datos: Q482508
- Multimedia: Springdale, Utah / Q482508